# Броун, Максимилиан Улисс

Граф Броун

Максимилиан Улисс, граф фон Броун, барон де Камю и Монтани(нем. Maximilian Ulysses, Reichsgraf von Browne, Freiherr von Camus und Mountany; 23 октября 1705, Базель — 26 июня 1757) — австрийский фельдмаршал ирландского происхождения, племянник российского фельдмаршала графа Броуна, участник Семилетней войны.

## Биография
Родился в Базеле. Сын ирландского эмигранта-католика Улисса Броуна, в 1716 году, при императоре Карле VI ставшего имперским графом, и его супруги Марии Филиппины, урождённой графини фон Мартиниц. Совсем молодым поступил на службу в австрийскую армию, сумел отличиться в Войнах за польское наследство, в Италии (1734 год), Тироле (1735 год) и в войне с турками (1737—1739 годы).
В 1735 году он уже генерал, в 1739 году — член гофкригсрата, фельдмаршал-лейтенант, командующий австрийскими войсками в Силезии.
С началом Войны за австрийское наследство был вынужден временно отступить в Богемию, вернувшись, участвовал в при Мольвице, где был ранен, командовал австрийскими войсками в сражении при Хотузице в Богемии.
После заключения Бреславльского мира воюет против французов в Богемии, затем — против испанцев в Италии, в 1745 году опять на Рейне, в Баварии (в этом году ему было присвоено звание генерал-фельдцейхмейстера) и в 1746—1748 годах снова в Италии, во главе 30 тысячного корпуса. Здесь он берёт Парму и Геную, участвует в сражении при Пьяченце и неудачном походе на Тулон.
В 1749 году становится фельдмаршалом. До начала Семилетней войны — губернатор Семиградья, командующий австрийскими войсками в Богемии.
Семилетняя война застаёт Броуна в Богемии. Возглавляет 33,5 тысячный корпус, посланный на помощь саксонской армии, окружённой пруссаками в лагере у Пирны. Этому корпусу приходится 1 октября 1756 года сражаться в первой битве войны при Лобозице. Броун отступает, сумев, однако, сохранить корпус и послать помощь саксонцам. Эта помощь запаздывает: не успев соединиться с австрийцами, саксонская армия капитулирует 16 октября 1756 года. В начале 1757 года участвует в Вене в разработке австрийского плана ведения войны, предлагая перехватить инициативу и начать наступление на Саксонию. Предложение Броуна не было принято. 6 мая 1757 года в битве при Праге тяжело ранен при отражении попытки обхода австрийских войск отрядом прусского фельдмаршала графа Шверина.
Умер в Праге 26 июня от полученной раны.